# Contea di Washington (Alabama)
La contea di Washington, in inglese Washington County, è una contea dello Stato dell'Alabama, negli Stati Uniti. La popolazione al censimento del 2000 era di 18.097 abitanti. Il capoluogo di contea è Chatom.

## Geografia fisica
La contea si trova nella parte sud-occidentale dell'Alabama, al confine con il Mississippi. Lo United States Census Bureau certifica che l'estensione della contea è di 2.819 km², di cui 2.799 km² composti da terraferma e i rimanenti 20 km² da acque interne.
La contea fa parte della sezione fisiografica della Pianura Costiera. La contea è in gran parte rurale, con vaste foreste di pini e suoli costieri poco profondi. Il fiume Tombigbee e i suoi affluenti attraversano l’intera contea di Washington. Il fiume scorre lungo il confine orientale, mentre i suoi affluenti inferiori fluiscono verso ovest all’interno della contea.

### Contee confinanti
- Contea di Choctaw - nord
- Contea di Clarke - est
- Contea di Baldwin - sud-est
- Contea di Mobile - sud
- Contea di Greene (Mississippi) - sud-ovest
- Contea di Wayne (Mississippi) - nord-ovest

### Laghi, fiumi e parchi
La contea comprende i seguenti laghi, fiumi e parchi:
| Laghi | Fiumi | Parchi                         | Parchi |
| --- | --- | ------------------------------ | ------ |
| - Flag Lake - Hooks Lake - Green Lake - Hillman Pond - Bull Ridge Pond - Turpin Slough - Hatchetigbee Lake - Hellcat Lake | - Hunters Slough - Smiths Creek - Reedy Branch - Choctaw Branch - South Frasier Branch - Jacks Branch - Bridge Branch - January Branch - Monger Creek | - Alabama Bluegrass Music Park |        |

## Storia
La contea di Washington fu costituita il 4 giugno 1800 e si tratta della contea più antica dell'Alabama. Il nome le è stato dato in onore di George Washington, primo Presidente degli Stati Uniti d'America. La parte meridionale della contea di Washington ospita la comunità MOWA (Mobile and Washington County) di Choctaw, i cui antenati si stabilirono nell’area dopo la fine della guerra Creek nel 1814. Sebbene i MOWA non abbiano ricevuto il riconoscimento ufficiale dal governo federale, il gruppo è stato formalmente riconosciuto dell’Alabama nel 1979, ottenendo così l’accesso a servizi come istruzione e alloggi. La contea venne dichiarata area disastrata nel settembre 1979 a causa dei danni creati dall'uragano Frederic.

## Principali strade ed autostrade
- U.S. Highway 43
- U.S. Highway 45
- State Route 17
- State Route 56

## Società

### Evoluzione demografica
Abitanti censiti (migliaia)

## Centri abitati[10]
Comuni
- Chatom (capoluogo) - town
- McIntosh - town
- Millry - town

Census-designated place
- Calvert[11]
- Cullomburg[12]
- Deer Park
- Fairford
- Fruitdale
- Hobson
- Leroy
- Malcolm
- St. Stephens
- Sims Chapel
- Tibbie
- Vinegar Bend